# Labeobarbus reinii
Espèce
Statut de conservation UICN

VU : Vulnérable
Labeobarbus reinii est une espèce de poissons d'eau douce de la famille des Cyprinidae et du genre Labeobarbus.
Cette espèce est endémique du Maroc, où son habitat naturel est les rivières Kassab et Tensift, bien que ce soient des cours d'eau importants et que les espèces soient encore très abondantes, la pollution de l'eau (en particulier avec les déchets ménagers) et l'extraction non durable de l'eau (en particulier pour l'agriculture irriguée) font diminuer leur nombre. Elle est donc classée vulnérable par l'Union internationale pour la conservation de la nature (UICN),.

## Description

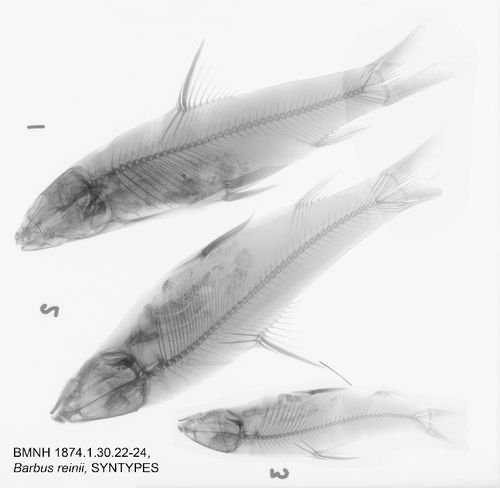
Radiographie.
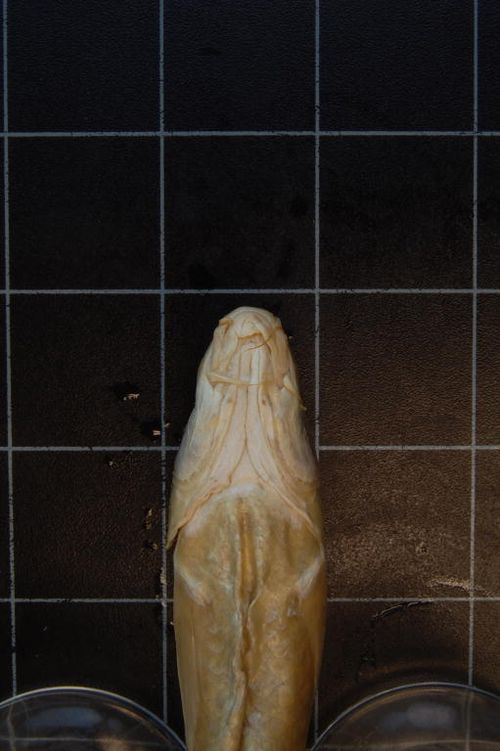
Ventre.
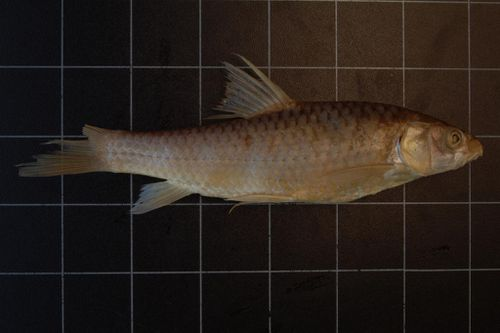
De profil.

C'est un poisson vivant dans les rivières, d'une longueur maximale de 55 cm.

## Systématique
L'espèce a été initialement classée dans le genre Barbus sous le protonyme Barbus reinii, par le zoologiste germano-britannique Albert Günther, en 1874. Elle est déplacée dans le genre Labeobarbus à la suite d'un étude phylogénétique de 2010.
Labeobarbus reinii a pour synonymes :
- Barbus reinii Günther, 1874
- Tor reinii (Günther, 1874)